# Буревісник (спортивне товариство)
«Буревісник» (рос. «Буревестник») — добровільне спортивне товариство, що об'єднувало студентів і професорсько-викладацький склад вишів СРСР. Створене 1957 року.

## Історія
У 1936—1957 роках товариство «Буревісник» гуртувало спортсменів профспілок державної торгівлі і державних установ.
Станом на 1970 рік до ДСТ «Буревісник» входило понад 600 студентських клубів, де спортувало 1,5 млн фізкультурників, зокрема 70 тисяч викладачів і наукових працівників. Найпопулярніші види спорту: спортивні ігри — понад 300 тис. осіб, спортивний туризм — 150 тис., легка атлетика — 120 тис., зимові види спорту — 110 тисяч осіб.
Спортовці товариства станом на 1970 рік:
- 50 заслужених майстрів спорту,
- 6 тисяч майстрів спорту
- понад 60 тисяч кандидатів у майстри спорту і спортовців I розряду

Вищі навчальні заклади, де працює ДСТ «Буревісник», мали на початку 1970-х років 40 стадіонів, 1250 спортивно-гімнастичних залів, 28 плавальних басейнів, 550 спортивно-оздоровчих таборів.
Серед представників «Буревісника» були чемпіони Олімпійських ігор, світу та Європи, зокрема:
- спортивна гімнастика: Латиніна Лариса Семенівна, Муратов Валентин Іванович, Чукарін Віктор Іванович, Шахлін Борис Анфіянович
- легка атлетика: Борзов Валерій Пилипович, Брумель Валерій Миколайович, Тер-Ованесян Ігор Арамович
- ковзанярський спорт: Т. Рилова, Л. Титова, Л. Скоблікова
- шахи: Бикова Єлизавета Іванівна, Гапріндашвілі Нона, Смислов Василь Васильович
- велоспорт: Соколов Володимир Михайлович

З 1959 року товариство входило в Міжнародну федерацію університетського спорту.